# 宮崎県道39号西都南郷線
宮崎県道39号西都南郷線（みやざきけんどう39ごう さいとなんごうせん）は、宮崎県西都市から東臼杵郡美郷町に至る県道（主要地方道）である。

## 概要
西都市大字八重から東臼杵郡美郷町南郷神門（みかど）に至る。
山間部を通る。全線で道幅が狭く、離合困難な区間が多い。

### 路線データ
- 起点：宮崎県西都市大字八重（一の瀬交差点、国道219号交点）
- 終点：宮崎県東臼杵郡美郷町南郷神門（国道388号交点）

## 歴史
- 1976年（昭和51年）9月1日 - 宮崎県告示第948の2号により路線認定される[1]。
- 1993年（平成5年）5月11日 - 建設省から、県道西都南郷線が西都南郷線として主要地方道に指定される[2]。

## 路線状況

### 通称
- ひむか神話街道（東臼杵郡美郷町南郷上渡川）

## 地理

### 通過する自治体
- 西都市
- 東臼杵郡美郷町

### 交差する道路
| 交差する道路                | 市町村名 | 市町村名 | 交差する場所       | 交差する場所        |
| --------------------------- | -------- | -------- | ------------------ | ------------------- |
| 国道219号                   | 西都市   | 西都市   | 大字八重           | 一の瀬交差点 / 起点 |
| 宮崎県道234号中渡川下三ヶ線 | 東臼杵郡 | 美郷町   | 南郷中渡川         |                     |
| 国道388号                   | 東臼杵郡 | 美郷町   | 南郷神門（みかど） | 終点                |

### 沿線
- 西都市立銀鏡中学校
- 西都警察署 銀鏡駐在所